# Roxan Rodriguez
Roxan Rodriguez, né le 15 janvier 1988 à Toulouse, est un footballeur français. 
Formé au Toulouse FC, il évolue actuellement au Gallia Club Lunel en Division d'Honneur Régionale (DHR) au poste d’attaquant. 
Il dispute deux matchs en Ligue des champions avec le club luxembourgeois de la Jeunesse d'Esch, face aux suédois de l'AIK Solna en 2010.